# Daniel McManamy
Daniel McManamy, né en Irlande le 29 décembre 1839 et mort à Sherbrooke le 3 janvier 1919, est un homme politique lié à la ville de Sherbrooke au Québec. Considéré comme le père de la municipalisation dans les livres d'histoire, il est maire de Sherbrooke de 1893 à 1894. À sa mort en 1919, après trente ans de carrière dans le conseil municipal, l'ancien maire reçoit plusieurs hommages.  

## Vie privée
Il se marie à Ann Cahill, à l'église Notre-Dame de Montréal en 1868. Ils ont six enfants (4 filles et 2 garçons).  

## Biographie
Il est maire de Sherbrooke. On lui doit notamment la création du Parc Racine et du Parc Victoria

### La lutte pour la municipalisation de l'électricité
Il est à l'époque un grand marchand de boissons alcoolisées. Puis, il est élu conseiller municipal à plusieurs occasions (en 1882-1884 et 1890-1913) et devient maire en 1893. C'est au cours de son implication politique qu'il entreprend, avec son collègue Donat Oscar Edouard Denault (maire de Sherbrooke de 1920-1922) des démarches pour municipaliser la production et la distribution de l’énergie électrique. 
Quatre référendums entre 1904 et 1908 sont nécessaires pour arriver à leur but. C’est alors la fin de vingt ans de gestion d’un service public par une compagnie privée.  